# Sigeberht av Wessex
Sigeberht av Wessex, död 757, var en engelsk monark. Han var kung av Wessex 754–757. 